# Homologering
Een homologering verwijst in de organische chemie naar iedere reactie waarbij een extra methyleengroep aan een organische verbinding wordt toegevoegd. Hierdoor wordt een homologe verbinding gevormd met doorgaans vergelijkbare eigenschappen als de oorspronkelijke verbinding, alhoewel dit afhankelijk is van het type homologering. Bij klassieke homologeringen wordt een extra methyleengroep toegevoegd aan een lineair alkylgroep. Zo levert de reactie van aldehyden of ketonen met diazomethaan of methoxymethyleentrifenylfosfine het homoloog met een extra methyleengroep op.
Naast homologering bestaat ook een dehomologering, waarbij een methyleengroep (of een koolstofatoom überhaupt) verwijderd wordt. Een voorbeeld hiervan is de Hooker-reactie.

## Voorbeelden
Er zijn diverse specifieke homologeringsreacties bekend:
- De Kiliani-Fischer-synthese, waarbij een monosacharide wordt omgezet in een homoloog door hydrolyse van een cyanohydrine en aansluitende reductie
- De Wittig-reactie van een keton of aldehyde met methoxymethyleentrifenylfosfine
- De Arndt-Eistert-reactie, waarbij een carbonzuur wordt omgezet in een homoloog carbonzuur
- De Kowalski-reactie, waarbij een ester wordt omgezet in een homologe ester

De Gilbert-Seyferth-reactie kan eveneens gezien worden als een homologering, aangezien het eindproduct een extra koolstofatoom bezit ten opzichte van het beginproduct. Echter, tijdens de reactie wordt een aldehyde omgezet in een alkyn, waardoor dit geen zuivere homologering is. Een aansluitende oxymercurering-reductie, gevolgd door keto-enoltautomerie van het ontstane enol levert dan wel het homologe aldehyde. Verwant met de Gilbert-Seyferth-reactie is de Corey-Fuchs-reactie.